# Industritidningen Norden
Industritidningen Norden var en teknisk veckotidskrift 1872-1976, främst inriktad mot patent och uppfinningar.
Industritidningen Norden startade 1872 under namnet Norden - tidning för idoghet och förvärv av bokförläggare Axel Kjellberg. Tidningen utkom första året var 14:e dag, därefter en gång i veckan. Redaktör blev 1875 ingenjören Per Lindell och tidningen erhöll först under dennes ledning ett klart, i huvudsak tekniskt och industriellt betonat program, varför Lindell kan ses som dess egentlige grundare. I syfte att stärka tidskriftens ansträngda ekonomi, i en tid då allmänhetens intresse för tekniska frågor ännu inte vaknat, sökte Lindell kontakt med föreningen TI för att få tidningen antagen som dess organ. TI bestämde sig 1878 för att i stället överta konkurrentorganet Teknisk Tidskrift. Först 1901 blev Industritidningen Norden knuten till en teknisk sammanslutning, nämligen Svenska Uppfinnareföreningen. En ytterligare konsolidering skedde hösten 1944, då Tekniska Läroverkens Ingenjörsförbund (TLI) tillsammans med Svenska Uppfinnareföreningen övertog utgivningsrätten till Industritidningen Norden blev 1942 även organ för Kyltekniska föreningen genom bilagan Kylteknisk tidskrift, som utgavs en gång i månaden.
Från sin tillkomst var Industritidningen Norden även intresserad av patentfrågor, och förde en löpande förteckning över svenska patent. Uppgifterna infördes 1879 i en särskild bilaga, som senare fick namnet Svenskt tidskrift för industriellt rättsskydd.